# Fankaty Dabo
Sheik Mohamed Fankaty Dabo (Southwark, 11 ottobre 1995) è un calciatore inglese, di origini sierraleonesi, difensore del Raith Rovers.

## Carriera

### Club
Cresciuto nel settore giovanile del Chelsea, l'11 gennaio 2017 venne ceduto a titolo temporaneo allo Swindon Town. Il 25 giugno passò, in prestito annuale, al Vitesse.
Il 31 agosto 2018 passò in prestito allo Sparta Rotterdam.
Il 5 giugno 2019 il Coventry City annunciò l'ingaggio di Dabo a parametro zero, in quanto in scadenza con il Chelsea, con il nuovo contratto, valevole per tre anni, che sarebbe iniziato il 1º luglio seguente.

### Nazionale
Ha giocato nelle nazionali giovanili inglesi Under-16, Under-17 ed Under-20.

## Statistiche

### Presenze e reti nei club
Statistiche aggiornate al 25 novembre 2022.
| Stagione             | Squadra              | Campionato           | Campionato | Campionato | Coppe nazionali | Coppe nazionali | Coppe nazionali | Coppe continentali | Coppe continentali | Coppe continentali | Altre coppe | Altre coppe | Altre coppe | Totale | Totale | Totale |
| Stagione             | Squadra              | Comp                 | Pres       | Reti       | Comp            | Pres            | Reti            | Comp               | Pres               | Reti               | Comp        | Pres        | Reti        | Pres   | Reti   |        |
| -------------------- | -------------------- | -------------------- | ---------- | ---------- | --------------- | --------------- | --------------- | ------------------ | ------------------ | ------------------ | ----------- | ----------- | ----------- | ------ | ------ | ------ |
| gen.-giu. 2017       | Swindon Town         | FL1                  | 15         | 1          | FACup+CdL       | -               | -               | -                  | -                  | -                  | FLT         | -           | -           | 15     | 1      |        |
| 2017-2018            | Vitesse              | E                    | 26+1       | 0          | CO              | 1               | 0               | UEL                | 5                  | 0                  | SO          | 1           | 0           | 34     | 0      |        |
| lug.-ago. 2018       | Chelsea U21          | -                    | -          | -          | -               | -               | -               | -                  | -                  | -                  | FLT         | 1           | 0           | 1      | 0      |        |
| ago. 2018-2019       | Sparta Rotterdam     | EED                  | 21+4       | 0          | CO              | 1               | 0               | -                  | -                  | -                  | -           | -           | -           | 26     | 0      |        |
| 2019-2020            | Coventry City        | FL1                  | 32         | 0          | FACup+CdL       | 6+2             | 0               | -                  | -                  | -                  | FLT         | 1           | 0           | 41     | 0      |        |
| 2020-2021            | Coventry City        | FLC                  | 28         | 0          | FACup+CdL       | 0+1             | 0               | -                  | -                  | -                  | -           | -           | -           | 29     | 0      |        |
| 2021-2022            | Coventry City        | FLC                  | 29         | 0          | FACup+CdL       | 1+0             | 0               | -                  | -                  | -                  | -           | -           | -           | 30     | 0      |        |
| 2022-2023            | Coventry City        | FLC                  | 14         | 0          | FACup+CdL       | 0+1             | 0               | -                  | -                  | -                  | -           | -           | -           | 15     | 0      |        |
| Totale Coventry City | Totale Coventry City | Totale Coventry City | 103        | 0          |                 | 11              | 0               |                    | -                  | -                  |             | 1           | 0           | 115    | 0      |        |
| Totale carriera      | Totale carriera      | Totale carriera      | 170        | 1          |                 | 13              | 0               |                    | 5                  | 0                  |             | 3           | 0           | 191    | 1      |        |

## Palmarès

### Club

#### Competizioni nazionali
- Football League One: 1

Coventry City: 2019-2020